# Сепешский трактат
Сепешский трактат 1214 г. — это договор между Королевством Польским и Королевством Венгерским о разделе земель бывшего Галицко-Волынского княжества (оно распалось в 1205 г. и смогло восстановиться лишь к 1238 г.), заключенный в г. Спиш (словацк. Spiš, венг. Szepes, польск. Spisz). Согласно его условиям, после совместного похода Польша должна была получить во владение Западную Галицию, а Венгрия — Восточную. Галицким князем становился Коломан (сын Андраша II), а польский князь Лешек получал Перемышль и Любачев.

## Предпосылки
Пограничные споры между Галицкими землями и Польшей уходят корнями в X век, оба государства считали их своими, что породило множество конфликтов. Чтобы окончательно решить данный вопрос в свою пользу, польские князья заключили союз с соседней Венгрией, являвшейся тогда одной из ведущих сил в Центральной Европе. К войне с галицким князем Андраша II (1205—1235 гг.) подталкивало его окружение, стремившееся за счет русских земель увеличить свои феодальные наделы. Роман Мстиславич, правивший в Галиче, погиб в 1205 г. в битве при Завихосте, после чего Галицко-Волынское княжество распалось.
Ранее 30 ноября 1204 года Роман Мстиславич и венгерский король Андраш II заключили соглашение о взаимной помощи и патронате над детьми обоих правителей в случае преждевременной смерти одного из них. Западные русские земли оказались ослабленными ввиду начавшихся распрей между претендентами на Галицкий и Волынский престол, а у Венгрии было законное право вмешаться и поддержать одну из сторон. В отличие от Польши венгерский король организовал лишь один небольшой поход на территорию Волыни, после чего сделал ставку на дипломатию и материальную поддержку своих ставленников.

## Последствия
Ввиду того, что Польша к началу XIII в. не была единым государством, а состояла из множества княжеств, ей не удалось сразу собрать достаточно сил для разгрома Западной Руси. Венгрия предпочла Союз просуществовал недолго, войска Андраша II заняли Галич, который должен был отойти Польше. Это способствовало началу череды польско-венгерских столкновений, что также отвлекло часть армии. Даниил Романович смог в 1238 г. вновь объединить галицко-волынские земли, сократив тем самым влияние Польши и Венгрии на внутренние дела Западной Руси.
Монголо-татарское нашествие стало разрушительным для всех участников конфликта, но война продолжилась. Лишь в 1245 г. по итогу ряда сражений территориальный вопрос был решён в пользу Даниила Романовича.